# Daily News (Thailandia)
Daily News (thailandese: เดลินิวส์) è un quotidiano in lingua thailandese pubblicato a Bangkok e distribuito a livello nazionale. È il secondo giornale più venduto in Thailandia. Ha una tiratura di oltre 850.000 copie al giorno.
La sua sede è nel quartiere Phaya Thai di Bangkok.
Il Daily News è diventato famoso con la sua serie di articoli sulle 103 amanti del maresciallo Sarit Thanarat, primo ministro scomparso pochi anni prima.

## Storia
Il Daily News fu fondato da Saeng Hetrakul quando acquistò il defunto quotidiano Krung Thep Daily Mail (edizione thailandese del Bangkok Daily Mail), che aveva cessato la pubblicazione nel 1932, e lo rilanciò come Daily Mail Monday (thailandese: เดลิเมล์ วันจันทร์). Il Daily Mail Monday fu costretto a chiudere nel 1958.
Il periodico fu rifondato come Naewna Hang Yuk Daily News (thailandese: แนวหน้าแห่งยุคเดลินิวส์) nel 1964 e successivamente ha abbreviato il suo nome in Daily News nel 1979.